# Houseři Brno
Houseři Brno byl český basketbalový klub, který sídlil v moravské metropoli Brně. Své zápasy odehrával i v obci Podolí u Brna, kde zápasila především mládežnická družstva. Založen byl v roce 1996. V letech 1998 až 2006 působil v Národní basketbalové lize, české nejvyšší soutěži v basketbalu. V roce 2006 se spojili s dalším brněnským klubem BBK Brno a pod názvem BBK IVes Brno vstoupili do další sezóny. V roce 2007 však klub sestoupil do nižší soutěže. BBK Brno zaniklo v roce 2008.
Své domácí zápasy odehrával ve sportovní hale Sokola Brno I. s kapacitou 1 100 diváků. Mládež v hale Podolí u Brna s kapacitou 300 diváků.

## Historické názvy
- 1998 – Orgapol Brno
- 2000 – Houseři Brno
- 2001 – Triga Eprin Brno
- 2003 – Triga Brno
- 2005 – Houseři Brno
- 2005 – Handicap Brno
- 2006 – fúze s BBK Brno ⇒ zánik

## Umístění v jednotlivých sezonách
Stručný přehled
Zdroj:
- 1998–2006: Národní basketbalová liga (1. ligová úroveň v České republice)

Jednotlivé ročníky
Zdroj:
Legenda: ZČ - základní část, červené podbarvení - sestup, zelené podbarvení - postup, fialové podbarvení - reorganizace, změna skupiny či soutěže
| Česko (1998 – 2006) |                           |           |           |                                       |          |
| Sezóny              | Soutěž                    | Úroveň    | ZČ        | Play-off, nadstavba, sk. o udržení... | Poznámky |
| 1998/99             | Národní basketbalová liga | 1. úroveň | 9. místo  | Skupina o udržení (1. místo)          |          |
| 1999/00             | Národní basketbalová liga | 1. úroveň | 9. místo  | Skupina o udržení (1. místo)          |          |
| 2000/01             | Národní basketbalová liga | 1. úroveň | 8. místo  | Čtvrtfinále                           |          |
| 2001/02             | Národní basketbalová liga | 1. úroveň | 6. místo  | Čtvrtfinále                           |          |
| 2002/03             | Národní basketbalová liga | 1. úroveň | 5. místo  | Čtvrtfinále                           |          |
| 2003/04             | Národní basketbalová liga | 1. úroveň | 8. místo  |                                       |          |
| 2004/05             | Národní basketbalová liga | 1. úroveň | 7. místo  |                                       |          |
| 2005/06             | Národní basketbalová liga | 1. úroveň | 11. místo |                                       |          |